# Todo cambió (canción)
Todo cambió es el tercer sencillo promocionado del grupo de pop/rock mexicano Camila (con videoclip incluido, hecho en 2007), sacado de su álbum debut de estudio del mismo nombre Todo cambió (2006), Fue lanzado al mercado como el tercer sencillo de dicho álbum bajo el sello discográfico Sony BMG Norte el 11 de diciembre de 2006. En Argentina, fue el segundo corte de dicho álbum.
Es hasta ahora el sencillo que más satisfacciones le dio a la banda gracias a sus posiciones en la música, siendo en México por 10 semanas el puesto #1. También pudo llegar al primer puesto en Chile.
En Brasil fue versionado en idioma portugués por el cantante Belo con el nombre de Tudo Mudou en 2009.

## Posicionamiento
| Listas (2007)                         | Mayor Puesto |
| ------------------------------------- | ------------ |
| Top Latino                            | 5            |
| Iberoamérica Top 100                  | 5            |
| México Top 100                        | 1            |
| Perú Top 100                          | 3            |
| U.S. Billboard Hot Latin Songs        | 9            |
| U.S. Billboard Latin Pop Airplay      | 3            |
| U.S. Billboard Latin Tropical Airplay | 33           |